# Iris psammocola
Iris psammocola är en irisväxtart som beskrevs av Yu Tang Zhao. Iris psammocola ingår i släktet irisar, och familjen irisväxter. Inga underarter finns listade i Catalogue of Life.